# Élections législatives de 1988 dans le Loiret
Les élections législatives françaises de 1988 se déroulent les 5 et 12 juin 1988. Dans le département du Loiret, cinq députés sont à élire dans le cadre de cinq circonscriptions.

## Élus
| Circonscription | Député sortant        | Parti                 | Parti                 | Député élu ou réélu | Parti | Parti |
| --------------- | --------------------- | --------------------- | --------------------- | ------------------- | ----- | ----- |
| 1re             | Scrutin proportionnel | Scrutin proportionnel | Scrutin proportionnel | Jean-Pierre Sueur   |       | PS    |
| 2e              | Scrutin proportionnel | Scrutin proportionnel | Scrutin proportionnel | Éric Doligé         |       | RPR   |
| 3e              | Scrutin proportionnel | Scrutin proportionnel | Scrutin proportionnel | Jean-Pierre Lapaire |       | PS    |
| 4e              | Scrutin proportionnel | Scrutin proportionnel | Scrutin proportionnel | Xavier Deniau       |       | RPR   |
| 5e              | Scrutin proportionnel | Scrutin proportionnel | Scrutin proportionnel | Jean-Paul Charié    |       | RPR   |

## Positionnement des partis
L'UDF et le RPR se présentent unis sous l'étiquette « Union du Rassemblement et du Centre » tandis que les candidats du Parti socialiste se rangent sous la bannière de la « Majorité présidentielle pour la France unie », slogan de la campagne présidentielle de François Mitterrand.

## Résultats

### Résultats à l'échelle du département
| Parti          | Parti                               | Premier tour | Premier tour | Second tour | Second tour | Sièges |
| Parti          | Parti                               | Voix         | %            | Voix        | %           | Sièges |
| -------------- | ----------------------------------- | ------------ | ------------ | ----------- | ----------- | ------ |
|                | Rassemblement pour la République    | 72 715       | 29,48        | 90 482      | 34,83       | 3      |
|                | Union pour la démocratie française  | 38 168       | 15,48        | 48 920      | 18,83       | 0      |
|                | Union du Rassemblement et du Centre | 110 883      | 44,96        | 139 402     | 53,65       | 3      |
|                |                                     |              |              |             |             |        |
|                | Parti socialiste                    | 87 429       | 35,56        | 120 412     | 46,35       | 2      |
|                | La France unie                      | 87 429       | 35,56        | 120 412     | 46,35       | 2      |
|                |                                     |              |              |             |             |        |
|                | Parti communiste français           | 25 997       | 10,54        |             |             | 0      |
|                | Front national                      | 22 320       | 9,05         | 0           |             |        |
|                |                                     |              |              |             |             |        |
| Inscrits       | Inscrits                            | 365 312      | 100,00       | 365 175     | 100,00      | 5      |
| Abstentions    | Abstentions                         | 113 920      | 31,18        | 98 594      | 27          |        |
| Votants        | Votants                             | 251 392      | 68,82        | 266 581     | 73          |        |
| Blancs et nuls | Blancs et nuls                      | 4 763        | 1,89         | 6 767       | 2,54        |        |
| Exprimés       | Exprimés                            | 246 629      | 98,11        | 259 814     | 97,46       |        |

### Résultats par circonscription

#### Première circonscription (Orléans-Sud)
| Candidat       | Candidat                        | Parti          | Premier tour | Premier tour | Second tour | Second tour |  |
| Candidat       | Candidat                        | Parti          | Voix         | %            | Voix        | %           |  |
| -------------- | ------------------------------- | -------------- | ------------ | ------------ | ----------- | ----------- |  |
|                | Jean-Pierre Sueur sortant réélu | PS             | 19 584       | 45,04        | 24 021      | 51,11       |  |
|                | Antoine Carré sortant           | UDF (PR) (URC) | 17 977       | 41,34        | 22 978      | 48,89       |  |
|                | Marin Trouvé                    | FN             | 3 445        | 7,92         |             |             |  |
|                | Michel Ricoud                   | PCF            | 2 478        | 5,7          |             |             |  |
|                |                                 |                |              |              |             |             |  |
| Inscrits       | Inscrits                        | Inscrits       | 64 084       | 100,00       | 64 072      | 100,00      |  |
| Abstentions    | Abstentions                     | Abstentions    | 19 862       | 30,99        | 16 088      | 25,11       |  |
| Votants        | Votants                         | Votants        | 44 222       | 69,01        | 47 984      | 74,89       |  |
| Blancs et nuls | Blancs et nuls                  | Blancs et nuls | 738          | 1,67         | 985         | 2,05        |  |
| Exprimés       | Exprimés                        | Exprimés       | 43 484       | 98,33        | 46 999      | 97,95       |  |

#### Deuxième circonscription (Orléans-Ouest)
| Candidat       | Candidat                       | Parti          | Premier tour | Premier tour | Second tour | Second tour |  |
| Candidat       | Candidat                       | Parti          | Voix         | %            | Voix        | %           |  |
| -------------- | ------------------------------ | -------------- | ------------ | ------------ | ----------- | ----------- |  |
|                | Éric Doligé élu                | RPR (URC)      | 18 983       | 41,74        | 25 231      | 51,37       |  |
|                | Jean-Claude Portheault sortant | PS             | 17 216       | 37,86        | 23 882      | 48,63       |  |
|                | Michel Guérin                  | PCF            | 4 973        | 10,94        |             |             |  |
|                | Michel Rothe                   | FN             | 4 302        | 9,46         |             |             |  |
|                |                                |                |              |              |             |             |  |
| Inscrits       | Inscrits                       | Inscrits       | 68 512       | 100,00       | 68 488      | 100,00      |  |
| Abstentions    | Abstentions                    | Abstentions    | 22 131       | 32,3         | 18 140      | 26,49       |  |
| Votants        | Votants                        | Votants        | 46 381       | 67,7         | 50 348      | 73,51       |  |
| Blancs et nuls | Blancs et nuls                 | Blancs et nuls | 907          | 1,96         | 1 235       | 2,45        |  |
| Exprimés       | Exprimés                       | Exprimés       | 45 474       | 98,04        | 49 113      | 97,55       |  |

#### Troisième circonscription (Orléans-Est)
| Candidat       | Candidat                    | Parti          | Premier tour | Premier tour | Second tour | Second tour |  |
| Candidat       | Candidat                    | Parti          | Voix         | %            | Voix        | %           |  |
| -------------- | --------------------------- | -------------- | ------------ | ------------ | ----------- | ----------- |  |
|                | Jacques Douffiagues sortant | UDF (PR) (URC) | 20 191       | 42,01        | 25 942      | 49,6        |  |
|                | Jean-Pierre Lapaire élu     | PS             | 19 873       | 41,35        | 26 363      | 50,4        |  |
|                | Paul Malaguti               | FN             | 4 874        | 10,14        |             |             |  |
|                | Christian Fromentin         | PCF            | 3 122        | 6,5          |             |             |  |
|                |                             |                |              |              |             |             |  |
| Inscrits       | Inscrits                    | Inscrits       | 72 760       | 100,00       | 72 728      | 100,00      |  |
| Abstentions    | Abstentions                 | Abstentions    | 23 579       | 32,41        | 19 086      | 26,24       |  |
| Votants        | Votants                     | Votants        | 49 181       | 67,59        | 53 642      | 73,76       |  |
| Blancs et nuls | Blancs et nuls              | Blancs et nuls | 1 121        | 2,28         | 1 337       | 2,49        |  |
| Exprimés       | Exprimés                    | Exprimés       | 48 060       | 97,72        | 52 305      | 97,51       |  |

#### Quatrième circonscription (Montargis - Gien)
| Candidat       | Candidat                    | Parti          | Premier tour | Premier tour | Second tour | Second tour |  |
| Candidat       | Candidat                    | Parti          | Voix         | %            | Voix        | %           |  |
| -------------- | --------------------------- | -------------- | ------------ | ------------ | ----------- | ----------- |  |
|                | Xavier Deniau sortant réélu | RPR (URC)      | 27 390       | 48,57        | 33 584      | 59,49       |  |
|                | Philippe Girardy            | PS             | 15 456       | 27,41        | 22 871      | 40,51       |  |
|                | Max Nublat                  | PCF            | 8 437        | 14,96        |             |             |  |
|                | Maurice Etienne             | FN             | 5 112        | 9,06         |             |             |  |
|                |                             |                |              |              |             |             |  |
| Inscrits       | Inscrits                    | Inscrits       | 83 882       | 100,00       | 83 839      | 100,00      |  |
| Abstentions    | Abstentions                 | Abstentions    | 26 457       | 31,54        | 25 526      | 30,45       |  |
| Votants        | Votants                     | Votants        | 57 425       | 68,46        | 58 313      | 69,55       |  |
| Blancs et nuls | Blancs et nuls              | Blancs et nuls | 1 030        | 1,79         | 1 858       | 3,19        |  |
| Exprimés       | Exprimés                    | Exprimés       | 56 395       | 98,21        | 56 455      | 96,81       |  |

#### Cinquième circonscription (Pithiviers)
| Candidat       | Candidat                       | Parti          | Premier tour | Premier tour | Second tour | Second tour |  |
| Candidat       | Candidat                       | Parti          | Voix         | %            | Voix        | %           |  |
| -------------- | ------------------------------ | -------------- | ------------ | ------------ | ----------- | ----------- |  |
|                | Jean-Paul Charié sortant réélu | RPR (URC)      | 26 342       | 49,5         | 31 667      | 57,64       |  |
|                | Françoise Mesnage              | PS             | 15 300       | 28,75        | 23 275      | 42,36       |  |
|                | André Chène                    | PCF            | 6 987        | 13,13        |             |             |  |
|                | Bernard Horsin                 | FN             | 4 587        | 8,62         |             |             |  |
|                |                                |                |              |              |             |             |  |
| Inscrits       | Inscrits                       | Inscrits       | 76 074       | 100,00       | 76 048      | 100,00      |  |
| Abstentions    | Abstentions                    | Abstentions    | 21 891       | 28,78        | 19 754      | 25,98       |  |
| Votants        | Votants                        | Votants        | 54 183       | 71,22        | 56 294      | 74,02       |  |
| Blancs et nuls | Blancs et nuls                 | Blancs et nuls | 967          | 1,78         | 1 352       | 2,4         |  |
| Exprimés       | Exprimés                       | Exprimés       | 53 216       | 98,22        | 54 942      | 97,6        |  |